# 7 февраля
7 февраля — 38-й день года  по григорианскому календарю.
До конца года остаётся 327 дней (328 дней в високосные годы).
До 15 октября 1582 года — 7 февраля по юлианскому календарю, с 15 октября 1582 года — 7 февраля по григорианскому календарю.
В XX и XXI веках соответствует 25 января по юлианскому календарю.

## Праздники и памятные дни
См. также: Категория:Праздники 7 февраля

### Национальные
- Гренада — День Независимости.
- Ирландия — День святого Мэла.
- Япония — День северных территорий.

### Религиозные

#### Католицизм
- Память папы Пия IX;
- память святой Колетты;
- память святого Эгидия Марии из Таранто;
- память святого Крисолиуса[англ.];
- память блаженной Евгении Смет[англ.].

#### Православие[2]
- Память святителя Григория Богослова, архиепископа Константинопольского (389);
- память мученицы Филицаты и сыновей её: Ианнуария, Феликса, Филиппа, Сильвана, Александра, Виталия и Марциала (ок. 164);
- память преподобного Поплия Сирийского (ок. 380);
- память преподобного Мара Омирского, певца (ок. 430);
- память святителя Моисея, архиепископа Новгородского (1362);
- память преподобного Анатолия Оптинского, Старшего (1894);
- память священномученика Владимира (Богоявленского), митрополита Киевского и Галицкого (1918);
- память священномученика Петра (Зверева), архиепископа Воронежского (1929);
- память священномученика Василия (Зеленцова), епископа Прилукского (1930);
- память священномученика Стефана Грачёва, пресвитера, мученика Бориса Заварина (1938);
- празднование в честь иконы Божией Матери, именуемой «Утоли Моя Печали» (принесена в Москву в 1640).

### Именины
- Католические: Евгения, Колетт, Крисолиус, Пий.
- Православные: Авксентий, Александр, Анатолий, Аполлос, Борис, Василий, Виталий, Владимир, Григорий, Дмитрий, Кастин, Мар, Марциал, Медул, Моисей, Пётр, Поплий, Сильван, Стефан, Феликс, Филипп, Фелицата, Януарий.

## События
См. также: Категория:События 7 февраля

### До XIX века
- 457 — Лев I Макелла возведён на трон восточно-римского императора.
- 1238 — осада и взятие Владимира войсками Батыя.
- 1301 — Эдуард Карнарвонский становится первым английским принцем Уэльским. По преданию, Эдуард I применил хитрость, чтобы добиться доминирования английской короны в Уэльсе. Когда он, достигнув внушительных военных успехов в этом крае, собрал валлийских князей и предложил им признать вассальную зависимость от Англии, те в качестве главного условия потребовали, чтобы принцем Уэльса был местный уроженец, не знающий ни слова по-английски. Эдуард тут же дал торжественную клятву соблюсти это условие. Князья подписали договор о вассальной зависимости, после чего Эдуард вынес им своего сына (будущего короля Эдуарда II), родившегося накануне в валлийском замке Карнарвоне, и воскликнул: «Вот вам принц Уэльский, уроженец вашей страны и он ни слова не знает по-английски!».
- 1311 — Иоганн Люксембургский коронован на чешский престол.
- 1324 — арагонским королём Альфонсо была взята сардинская крепость Иглезиас.
- 1497 — в Жирный вторник, по наущению религиозного реформатора Джироламо Савонаролы, на площади Синьории во Флоренции, проведена церемония «Костёр тщеславия» — сожжение светских книг («Декамерон», Овидий и др.), музыкальных инструментов, игральных карт и костей, парфюмерных продуктов, богатых нарядов и зеркал, конфискованных у граждан Флоренции. Согласно преданию, художник Сандро Боттичелли самолично бросил в костер несколько лучших своих полотен на мифологические темы.
- 1550 — 221-м папой римским избирается Джованни Мария Чокки дель Монте, принявший имя Юлий III.
- 1780 — основан город Сыктывкар.
- 1783 — Война за независимость США: Франция и Испания прекращают осаду Гибралтара. После этого Британия непрерывно владеет Гибралтаром и пользуется всеми выгодами его положения, которое было доказано многими войнами.

### XIX век
- 1807 — Война четвёртой коалиции: армия Наполеона даёт бой прусско-русским войскам при Прейсиш-Эйлау.
- 1831
  - Временный законодательный орган Бельгии — Национальный конгресс, одобрил предложенный временным правительством проект Конституции Бельгии. Бельгия стала конституционной монархией. На её трон был призван герцог Леопольд из Саксен-Кобург-Готской династии.
  - Ноябрьское восстание: сейм, по предложению Валентина Зверковского, формально утвердил флаг Польши.
- 1832 — Николай Лобачевский представляет Академии наук первый труд по неевклидовой геометрии.
- 1842 — рас и регент Эфиопии Али Алула[англ.] выигрывает битву при Дебре-Таборе[англ.]. Несмотря на победу, сражение привело к падению его влияния в Эфиопии.
- 1845 — вандал Уильям Ллойд вдребезги разбил в Британском музее уникальную Портлендскую вазу.
- 1847 — Фёдор Иноземцев проводит первую в Российской Империи и первую успешную в мире хирургическую операцию с использованием эфирного наркоза.
- 1855 — в Симоде заключён русско-японский договор, провозгласивший «постоянный мир и искреннюю дружбу» между государствами (Симодский трактат).
- 1856 — княжество Ауд было аннексировано Британской Ост-Индской компанией под предлогом дурного управления княжеством последним из навабов Ваджид Али Шахом.
- 1857 — император Александр II подписал указ об учреждении Главного общества российских железных дорог.
- 1863 — близ Новой Зеландии потерпел крушение британский пассажирский пароход «Орфей»[англ.]; погибли 190 человек[3].
- 1865 — Гражданская война в США: победа северян в битве при Хачерс-Ране[англ.].
- 1882 — указом императора Гуансюя был учреждён орден Двойного Дракона, высшая правительственная награда современного типа в цинском Китае, которым награждались люди, оказавшие выдающиеся услуги маньчжурской династии.
- 1885 — формируется первое российское кадровое военное авиационное соединение.
- 1889 — в Сан-Франциско создано Тихоокеанское астрономическое общество.
- 1900 — Вторая англо-бурская война: попытка британцев деблокировать Ледисмит привела к поражению на Вааль-Кранце.

### XX век
- 1907 — в ходе борьбы за предоставление женщинам избирательных прав в Великобритании, Национальный союз женских обществ[англ.] организовал первое массовое шествие, вошедшее в историю как Марш грязи[англ.], поскольку более чем трём тысячам женщин пришлось идти в холод по разбитым улицам Лондона от Гайд-парка до Эксетер-Холла.
- 1915 — Первая мировая война: Августовская операция. Зимнее сражение в Мазурии, в районе города Августов (Августово), 8-й и 10-й немецких армий против 10-й русской армии.
- 1916 — заложен лёгкий крейсер типа «Каледон» «Калипсо».
- 1920
  - Красная армия занимает Одессу вместо белогвардейцев.
  - Подписание соглашения с командованием чехословацкого корпуса.
- 1924 — установлены дипломатические отношения между СССР и Италией.
- 1926 — принято решение об организации Ашхабадской кинофабрики (с 1958 года — «Туркменфильм»).
- 1940 — премьера второго полнометражного мультфильма Уолта Диснея «Пиноккио». Фильм удостоен двух премий «Оскар».
- 1941 — спущена на воду советская крейсерская дизель-электрическая подводная лодка К-55.
- 1942
  - Усташи устраивают резню сербов в окрестностях Баня-Луки. Убито более 2300 сербов (из них 551 — дети).
  - Японские войска высаживаются на острове Сингапур.
- 1943
  - Битва за Гуадалканал: операция Кэ — операция японских вооружённых сил по эвакуации сухопутных войск с Гуадалканала.
  - Великая Отечественная война: Советские войска освобождают Батайск от немецкой оккупации.
- 1944 — в обращении по радио временно исполняющий обязанности президента Эстонской республики Юри Улуотс объявил всеобщую мобилизацию и публично призвал эстонцев вступать в эстонские подразделения Германской армии (20-я дивизия СС и др.) для защиты Эстонии от приближающейся к её границе Красной армии.
- 1950 — впервые в СССР на палубу корабля сел летательный аппарат — вертолёт Ка-10.
- 1951 — Корейская война: части 11 дивизии южнокорейской армии совершают массовое убийство мирных жителей[англ.] (705 человек, 85 % которых — женщины, старики и дети) в кунах (уездах) Санчхон и Хамян до (провинции) Кёнсан-Нам, подозревавшихся в симпатиях к коммунистам.
- 1965 — Вьетнамская война: после нападения партизан НФОЮВ на американскую базу авиация США нанесла удары по Северному Вьетнаму (Операция «Flaming Dart»).
- 1972 — Джек Маршалл становится премьер-министром Новой Зеландии.
- 1974 — Гренада получила независимость в составе Британского содружества.
- 1977 — с космодрома Байконур осуществлён запуск советского пилотируемого космического корабля Союз-24. Состав экипажа: командир корабля Виктор Васильевич Горбатко, бортинженер Юрий Николаевич Глазков.
- 1981 — в авиакатастрофе Ту-104 под Ленинградом погибло всё руководство Тихоокеанского флота СССР. Из 52 погибших — 16 адмиралов и генералов и почти два десятка капитанов первого ранга, занимавших адмиральские должности. Столько высших морских военачальников не погибло за всю Вторую мировую войну[4].
- 1984 — астронавт НАСА Брюс Маккэндлесс (специалист полёта шаттла Челленджер STS-41B) стал первым человеком, работавшим в открытом космическом пространстве без какой-либо связи с кораблём, в свободном полёте.
- 1986 — на Филиппинах прошли досрочные президентские выборы. Противником диктатора Фердинанда Маркоса была Корасон Акино. Победителем объявили Маркоса, но Корасон Акино призвала к массовому протесту и получила мощную поддержку католической церкви, а затем и армии. В стране начались волнения, произошёл военный переворот. Маркос бежал на Гавайи, в США.
- 1991 — в должность президента Гаити вступил Жан-Бертран Аристид.
- 1992
  - Верховным Советом Российской Федерации принят закон «О защите прав потребителей».
  - Министрами иностранных дел и финансов 12 стран-членов Европейского экономического сообщества подписан Маастрихтский договор, давший жизнь Европейскому союзу.
- 1996 — в должность президента Республики Гаити вступил Рене Преваль.
- 1998
  - В северных районах Афганистана из-за землетрясения магнитудой 5,6 погибли более 4500 человек.
  - В японском городе Нагано открываются XVIII зимние Олимпийские игры.
- 1999
  - Королём Иордании становится Абдалла II ибн Хуссейн.
  - С космодрома на мысе Канаверал (стартовая площадка SLC-17A) с помощью ракеты-носителя «Дельта-2» (модель 7426), была запущена станция НАСА «Стардаст», предназначенная для исследования кометы Вильда 2.
- 2000 — на президентских выборах в Хорватии во втором туре победу одержал Степан Месич, ставший вторым президентом Хорватии.

### XXI век
- 2008 — в московском саду Эрмитаж сгорел ночной клуб «Дягилев».
- 2010
  - Во втором туре президентских выборов на Украине Виктор Янукович одержал победу над Юлией Тимошенко.
  - Лаура Чинчилья одержала победу на выборах президента Коста-Рики.
- 2012 — президент Мальдив Мохамед Нашид подал в отставку из-за политических волнений и экономического кризиса.
- 2014 — в Сочи открылись XXII зимние Олимпийские игры.
- 2018 — бой под Хашамом в ходе гражданской войны в Сирии.
- 2023 — Леброн Джеймс стал лучшим снайпером в истории НБА, превысив достижение Карима Абдул-Джаббара, установленное в 1989 году.

## Родились
См. также: Категория:Родившиеся 7 февраля

### До XIX века
- 1102 — Матильда (ум. 1167), королева Англии (в 1141), дочь и наследница короля Генриха I.
- 1478 — Томас Мор (казнён в 1535), английский писатель-гуманист, философ и политический деятель.
- 1655 — Жан Франсуа Реньяр (ум. 1709), французский драматург.
- 1693 — Анна Иоанновна (ум. 1740), российская императрица (с 1730) из династии Романовых.
- 1708 — Анна Петровна (ум. 1728), цесаревна, вторая дочь российского императора Петра I и Екатерины I.

### XIX век
- 1812 — Чарльз Диккенс (ум. 1870), английский писатель, классик мировой литературы.
- 1823 — Рихард Жене (ум. 1895), австрийский композитор и драматург.
- 1824 — Уильям Хаггинс (ум. 1910), английский астроном.
- 1846 — Владимир Маковский (ум. 1920), русский художник-передвижник, живописец и график.
- 1853 — Иван Григорович (ум. 1930), генерал-адъютант, адмирал, последний морской министр Российской империи.
- 1870
  - Альфред Адлер (ум. 1937), австрийский психиатр и психолог, один из основоположников современной психотерапии.
  - Пётр Струве (ум. 1944), российский экономист, философ, историк, публицист, политик и общественный деятель.
- 1885 — Синклер Льюис (ум. 1951), американский писатель, лауреат Нобелевской премии (1930).
- 1892 — Василий Бутусов (ум. 1971), российский и советский футболист, нападающий.
- 1897
  - Куинси Портер (ум. 1966), американский композитор и музыкальный педагог.
  - Александр Чижевский (ум. 1964), советский биофизик, основоположник гелиобиологии и аэроионификации.
- 1898 — Михаил Фриновский (расстрелян в 1940), деятель советских органов госбезопасности, командарм 1-го ранга, в 1938—1939 гг. нарком ВМФ СССР.
- 1899 — Арвид Пельше (ум. 1983), Первый секретарь ЦК КП Латвии (1959—1966), член Политбюро ЦК КПСС (с 1966).

### XX век
- 1905
  - Поль Низан (погиб в 1940), французский философ и писатель, друг Жана-Поля Сартра.
  - Рене де Поссель (ум. 1974), французский математик, один из основателей группы Бурбаки.
  - Ульф фон Эйлер (ум. 1983), шведский физиолог и фармаколог, нобелевский лауреат по физиологии или медицине (1970).
- 1906
  - Олег Антонов (ум. 1984), советский инженер-авиаконструктор, академик АН СССР.
  - Пу И (Айсиньгёро Пуи; ум. 1967), последний китайский император (1908—1912).
- 1909
  - Серго Кобуладзе (ум. 1978), грузинский советский книжный график, театральный художник, живописец.
  - Александр Коваленко (ум. 1984), советский лётчик, герой Великой Отечественной войны, Герой Советского Союза.
- 1913 — Рамон Меркадер (ум. 1978), испанский революционер, агент советской разведки, убийца Льва Троцкого, Герой Советского Союза, член Компартии Испании.
- 1917 — Алексей Смирнов (ум. 1987), советский лётчик-ас, дважды Герой Советского Союза
- 1920 — Ван Ань (ум. 1990), американский инженер-электронщик и предприниматель китайского происхождения, изобретатель запоминающего устройства на магнитных сердечниках, применявшегося в компьютерах до появления микросхем.
- 1923
  - Людмила Кравец (ум. 2015), советский фельдшер-медик, Герой Советского Союза.
  - Григорий Романов (ум. 2008), советский государственный и партийный деятель, в 1970—1983 гг. первый секретарь Ленинградского обкома КПСС.
- 1926
  - Николай Гаретовский, советский государственный деятель, председатель правления Госбанка СССР (1987—1989).
  - Марк Тайманов (ум. 2016), советский и российский шахматист, международный гроссмейстер.
  - Константин Феоктистов (ум. 2009), лётчик-космонавт СССР, Герой Советского Союза.
- 1927
  - Жюльетт Греко (ум. 2020), французская певица и киноактриса.
  - Владимир Куц (ум. 1975), советский легкоатлет, стайер, олимпийский чемпион (1956), в 1956 и 1957 гг. признанный лучшим спортсменом мира.
  - Леонид Миллионщиков, советский кинорежиссёр и сценарист.
- 1934 — Муртаза Рахимов (ум. 2023), советский и российский государственный и политический деятель, президент Башкортостана (1993—2010).
- 1937 — Дорис Герке, немецкая писательница, автор детективных романов.
- 1939
  - Эва Кшижевская (ум. 2003), польская актриса театра и кино.
  - Владимир Тарасов, советский и российский режиссёр-мультипликатор и художник.
- 1946 — Владимир Топоров, заместитель министра обороны Российской Федерации (1992—2002), генерал армии.
- 1952 — Васко Росси, итальянский певец, автор песен.
- 1954 — Дитер Болен, немецкий музыкант, продюсер, композитор, основатель и участник «Modern Talking» и «Blue System».
- 1955 — Мигель Феррер (ум. 2017), американский актёр.
- 1956 — Марк Сент-Джон (наст. имя Марк Лесли Нортон; ум. 2007), американский гитарист, участник группы «Kiss».
- 1958 — Ирина Зайцева, советская и российская тележурналистка и телеведущая.
- 1960 — Джеймс Спейдер, американский актёр, призёр Каннского кинофестиваля, трижды лауреат премии «Эмми».
- 1961 — Алексей Могилевский, советский и российский рок-музыкант (саксофонист, клавишник), аранжировщик, композитор.
- 1965 — Крис Рок, американский актёр, комик, сценарист, теле- и кинопродюсер, режиссёр.
- 1966 — Кристин Отто, восточногерманская пловчиха, 6-кратная олимпийская чемпионка (1988), 7-кратная чемпионка мира, 9-кратная чемпионка Европы.
- 1968 — Петер Бондра, словацкий хоккеист, чемпион мира (2002), игрок клуба НХЛ «Вашингтон Кэпиталз».
- 1969 — Виктор Майгуров, советский, белорусский и российский биатлонист, трёхкратный чемпион мира, спортивный функционер.
- 1971 — Анита Цой (при рожд. Анна Ким), российская певица, композитор, телеведущая.
- 1972
  - Эссенс Аткинс, американская актриса кино и телевидения.
  - Робин Лайвли, американская актриса.
- 1974
  - J Dilla (наст. имя Джеймс Дьюитт Йенси; ум. 2006), американский битмейкер, продюсер и рэпер.
  - Стив Нэш, канадский баскетболист, дважды признавался самым ценным игроком НБА (в 2005 и 2006).
- 1975 — Уэс Борланд, американский музыкант, наиболее известен как гитарист группы «Limp Bizkit».
- 1978 — Эштон Кутчер, американский актёр, ведущий, продюсер.
- 1979 — Серина Винсент, американская актриса кино и телевидения.
- 1985
  - Константин Волков, российский хоккеист.
  - Константин Крюков, российский киноактёр, продюсер и ювелир.
  - Тина Мажорино, американская актриса кино и телевидения.
  - Дебора Энн Уолл, американская актриса.
- 1990
  - Далайла Мухаммад, американская легкоатлетка, двукратная чемпионка мира и Олимпийских игр.
  - Стивен Стэмкос, канадский хоккеист, обладатель Кубка Стэнли (2020).
- 1991
  - Франческа Лоллобриджида, итальянская конькобежка, призёр Олимпийских игр.
  - Райан О’Райли, канадский хоккеист, обладатель Кубка Стэнли (2019), двукратный чемпион мира (2015, 2016).
- 1995 — Цао Юань, китайский прыгун в воду, четырёхкратный олимпийский чемпион, 4-кратный чемпион мира.
- 1999 — Беа Миллер, американская певица, автор песен и актриса.

## Скончались
См. также: Категория:Умершие 7 февраля

### До XIX века
- 953 — Лука Елладский (р. 896), греческий монах, основатель монастыря Осиос Лукас; почитается православными в лике преподобных.
- 1560 — Баччо Бандинелли (р. 1493), итальянский скульптор и художник эпохи маньеризма.
- 1626 — Вильгельм V (р. 1548), герцог Баварии (1579—1597), из рода Виттельсбахов.
- 1639 — Орацио Джентилески (р. 1563), итальянский художник эпохи раннего барокко.
- 1799 — Цяньлун (р. 1711), император Китая из династии Цин (1735—1796).

### XIX век
- 1823 — Анна Радклиф (род. 1764), английская писательница.
- 1828 — Анри-Франсуа Ризенер (род. 1767), французский живописец немецкого происхождения, автор натурных портретов многих представителей русской и французской аристократии, в том числе Наполеона и Александра I.
- 1829 — Екатерина Скавронская-Литта (род. ок. 1761), кавалерственная дама ордена Святой Екатерины (1797 и 1809) и Ордена Св. Иоанна Иерусалимского большого креста (1798).
- 1864 — Вук Караджич (род. 1787), сербский филолог, историк, составитель сербского словаря.
- 1871 — Генрих Штайнвег (род. 1797), австрийско-американский фортепьянный мастер, основатель фирмы Steinway & Sons.
- 1872 — Николай Милютин (род. 1818), русский государственный деятель, один из разработчиков Крестьянской реформы 1861 г.
- 1873 — Шеридан Ле Фаню (род. 1814), ирландский писатель, автор готических сказок и романов.
- 1878 — Пий IX (в миру Джованни-Мария Мастаи-Фаретти; род. 1792), 255-й папа римский (1846—1878).
- 1885 — Николай Северцов (род. 1827) биолог, путешественник, один из пионеров экологии и эволюционного движения в России.

### XX век
- 1903 — Джеймс Глейшер (р. 1809), английский метеоролог и аэронавт.
- 1906 — Владимир Крылов (р. 1841), русский патологоанатом, основатель антропометрии, профессор.
- 1912 — граф Дмитрий Милютин (р. 1816), российский военный историк, теоретик и реформатор, военный министр (1861—1881).
- 1920 — расстреляны:
  - Александр Колчак (р. 1874), адмирал, полярный исследователь, деятель Белого движения, Верховный Правитель Российского Государства в Гражданскую войну.
  - Виктор Пепеляев (р. 1885), депутат Государственной Думы Российской империи, премьер-министр в правительстве у А. В. Колчака.
- 1921 — убит Александр Дутов (р. 1879), атаман Оренбургского казачества, участник Белого движения.
- 1933 — Николай Садовский (р. 1856), украинский актёр и режиссёр.
- 1937 — Элиу Рут (р. 1845), американский юрист, политик, государственный деятель, лауреат Нобелевской премии мира (1912).
- 1938 — Гарви Самуэл Файрстоун (р. 1868), американский предприниматель, основатель компании по производству огнеупорных шин.
- 1939 — Борис Григорьев (р. 1886), русский художник, участник объединения «Мир искусства».
- 1939 — Лео Ньютон — (р.1888), уэльский футболист, игрок Кардифф Сити
- 1942
  - Иван Билибин (р. 1876), русский советский художник, книжный иллюстратор и театральный оформитель.
  - Натан Стругацкий (р. 1892), советский искусствовед, отец братьев Стругацких
- 1948 — Андрей Кофод (р. 1855), российский государственный деятель датского происхождения, этнограф.
- 1960 — Игорь Курчатов (р. 1903), советский физик, «отец» советской атомной бомбы, трижды Герой Социалистического Труда.
- 1964 — Фламинио Бертони (р. 1903), итальянский автомобильный дизайнер, архитектор, скульптор.
- 1967 — Дэвид Юнайпон (р. 1872), австралийский проповедник, изобретатель, писатель и журналист.
- 1968 — Иван Пырьев (р. 1901), кинорежиссёр, сценарист, народный артист СССР.
- 1971 — Николай Якушенко (р. 1897), театральный актёр, народный артист СССР.
- 1979 — Йозеф Менгеле (р. 1911), немецкий нацистский преступник, врач концлагеря Освенцим.
- 1986 — Минору Ямасаки (р. 1912), американский архитектор японского происхождения, автор проекта разрушенного Всемирного торгового центра в Нью-Йорке.
- 1988 — Лин Картер (р. 1930), американский писатель-фантаст.
- 1989 — Симон Вирсаладзе (р. 1909), театральный художник, сценограф, живописец, педагог, народный художник СССР.
- 1994 — Витольд Лютославский (р. 1913), польский композитор и дирижёр.
- 1996
  - Лидия Чуковская (р. 1907), русская писательница и литературный критик.
  - Борис Чайковский (р. 1925), композитор, пианист, педагог, народный артист СССР.
- 1997
  - Даниил Шафран (р. 1923), виолончелист, народный артист СССР.
  - Юхан Аллан Эдвалль (р. 1924), шведский актёр, певец, композитор, кинорежиссёр.
- 1999 — Хусейн ибн Талал (р. 1935), король Иордании (1952—1999).

### XXI век
- 2003
  - Александр Ишлинский (р. 1913), советский и российский учёный-механик, академик АН СССР и РАН, Герой Социалистического Труда.
  - Алексей Школьников (р. 1914), советский государственный деятель, председатель Комитета народного контроля СССР (1974—1987), Герой Социалистического Труда.
- 2005 — Татьяна Бек (р. 1949), русская поэтесса, литературный критик, литературовед.
- 2008 — Гай Северин (р. 1926), академик РАН, Генеральный конструктор НПП «Звезда», двукратный чемпион СССР по горнолыжному спорту.
- 2012 — Владимир Гусев (р. 1933), актёр театра и кино, заслуженный артист РСФСР.
- 2019 — Альберт Финни (р. 1936), английский актёр, лауреат премий BAFTA и «Золотой глобус»
- 2020 — Айрат Хайруллин (р. 1970), российский экономист, мультимиллионер, предприниматель, государственный и политический деятель.
- 2025 — Ринпоче (р. 1940), буддийский монах тибетской традиции гелуг, тулку, геше.

## Народный календарь, приметы и фольклор Руси
Григорьев день. Григорий Богослов.
- Какая погода будет на Григория с утра до полудня, такая погода будет и в первую половину следующей зимы.
- Какова погода с обеда до вечера — такова она будет во вторую половину следующей зимы[5].
- Уже звенит первая капель с крыш домов при морозе[6].